# Bobcatsss
BOBCATSSS ist eine wissenschaftliche Konferenz mit Themen aus der Bibliotheks- und Informationswissenschaft, die jährlich unter der Schirmherrschaft der European Association for Library and Information Education and Research (EUCLID) von ost- und westeuropäischen Studenten gemeinsam organisiert wird.
Der Name BOBCATSSS ist ein Akronym und steht für die Anfangsbuchstaben der Gründer-Städte, die das BOBCATSSS Symposium 1993 geschaffen und erstmals veranstaltet haben: Budapest, Oslo, Barcelona, Copenhagen, Amsterdam, Tampere, Stuttgart, Szombathely und Sheffield. Während der letzten Jahre haben sich weitere Städte dem BOBCATSSS-Netzwerk angeschlossen, darunter: Borås, Riga, Charkiw, Moskau, Tallinn, Toruń, Warschau, Sofia, Ljubljana, Krakau, Bratislava und Ankara.

## Kongresse
- 1993 Budapest, Ungarn: The Role of Libraries Today, Tomorrow and Beyond; Organisation: Hogeschool van Amsterdam
- 1994 Budapest, Ungarn: The Future of Librarianship; Organisation: Hogeschool van Amsterdam
- 1995 Budapest, Ungarn: Marketing and Development of New Information Products and Services in Europe; Organisation: Hogeschool van Amsterdam
- 1996 Budapest, Ungarn: Quality of Information Services; Organisation: Hogeschool van Amsterdam
- 1997 Budapest, Ungarn: New Book Economy / International Symposium Marketing and Developing New Information Products and Services in Europe; Organisation: Hogeschool van Amsterdam
- 1998 Budapest, Ungarn: Shaping the Knowledge Society; Organisation: Royal School of Librarianship, Copenhagen
- 1999 Bratislava, Slowakei: Learning Society - Learning Organisation - Lifelong Learning; Organisation: University of Applied Sciences Stuttgart, University of Applied Sciences Darmstadt and University of Bratislava
- 2000 Kraków, Polen: Intellectual Property versus The Right to Knowledge? Organisation: Royal School of Librarianship, Copenhagen
- 2001 Vilnius, Litauen: Knowledge, Information and Democracy in the Open Society: the Role of the Library and Information Sector; Organisation: Oslo University College JBI Faculty, Vilnius University
- 2002 Portoroz, Slowenien: Hum@n Beings and Information Specialists. Future Skills, Qualifications, Positioning; Organisation: Filozofska fakulteta - Oddelek za bibliotekarstvo Ljubljana, University of Applied Sciences, Stuttgart
- 2003 Toruń, Polen: Information Policy and the European Union; Organisation: Universitas Nicolai Copernici Toruń, Hogeschool van Amsterdam
- 2004 Riga, Lettland: Library and Information in Multicultural Societies; Organisation: University College of Borås, Sweden, University of Latvia
- 2005 Budapest, Ungarn: Librarianship in the information age; Organisation: Eötvös Loránd University, Budapest, Oslo University College, Norway
- 2006 Tallinn, Estland: Information, Innovation, Responsibility: Information professional in the Network Society; Organisation: Tallinn University, Estonia, Royal School of Library and Information Science, Denmark
- 2007 Prag, Tschechien: Marketing of Information Services; Organisation: Charles University, Czech Republic, Media University Stuttgart, Germany, University of Applied Sciences Konstanz, Germany
- 2008 Zadar, Kroatien: Providing Access to Information for Everyone; Organisation: Humboldt-Universität zu Berlin, Deutschland, Fachhochschule Potsdam, Deutschland, Universität Osijek, Kroatien, Universität Zadar, Kroatien
- 2009 Porto, Portugal: Challenges for the new information professional; Organisation: Universität Porto, Portugal und Universität Tampere, Finnland
- 2010 Parma, Italien: Bridging the digital divide: libraries providing access for all?; Organisation: Universität Parma, Italien, Universität Mailand, Italien, Manchester Metropolitan University, Großbritannien und Liverpool John Moores University, Großbritannien
- 2011 Szombathely, Ungarn: Finding New Ways; Organisation: Savaria Campus, Ungarn, Oslo University College, Norwegen und Fachhochschule Burgenland, Eisenstadt, Österreich
- 2012 Amsterdam, Niederlande: Information in e-motion; Organisation: Hochschule der Medien / Stuttgart Media University, Deutschland, Hanze University in Groningen, Niederlande und Hogeschool van Amsterdam, Niederlande
- 2013 Ankara, Türkei: From Collections to Connections: Turning Libraries “Inside-out”; Organisation: Hacettepe-Universität Ankara, Türkei und  Informationswissenschaftliche Akademie IVA Kopenhagen, Dänemark
- 2014 Barcelona, Spanien: Library [R]evolution: Promoting sustainable information practices; Organisation: Universität Borås, Schweden und Universität Barcelona, Spanien
- 2015 Brno, Tschechien: Design • Innovation • Participation
- 2016 Lyon, Frankreich: Information, libraries, democracy
- 2017 Tampere, Finnland: Improving Quality of Life through Information; Organisation: Oslo and Akershus University College, Norwegen; Hanze University of Applied Sciences, Niederlande und University of Tampere, Finnland
- 2018 Riga, Lettland: The power of reading
- 2019 Osijek, Kroatien: Information and technology transforming lives: Connection, Interaction, Innovation
- 2020 Paris, Frankreich: Information Management, Fake News and Disinformation
- 2021 Porto, Portugal (virtuell): Digital Transformation
- 2022 Debrecen, Ungarn
- 2023 Oslo, Norwegen
- 2024 Coimbra, Portugal
- 2025 Istanbul, Türkei: Artificial Intelligence in Library and Information Science. Exploring the Intersection